# تيري رولان

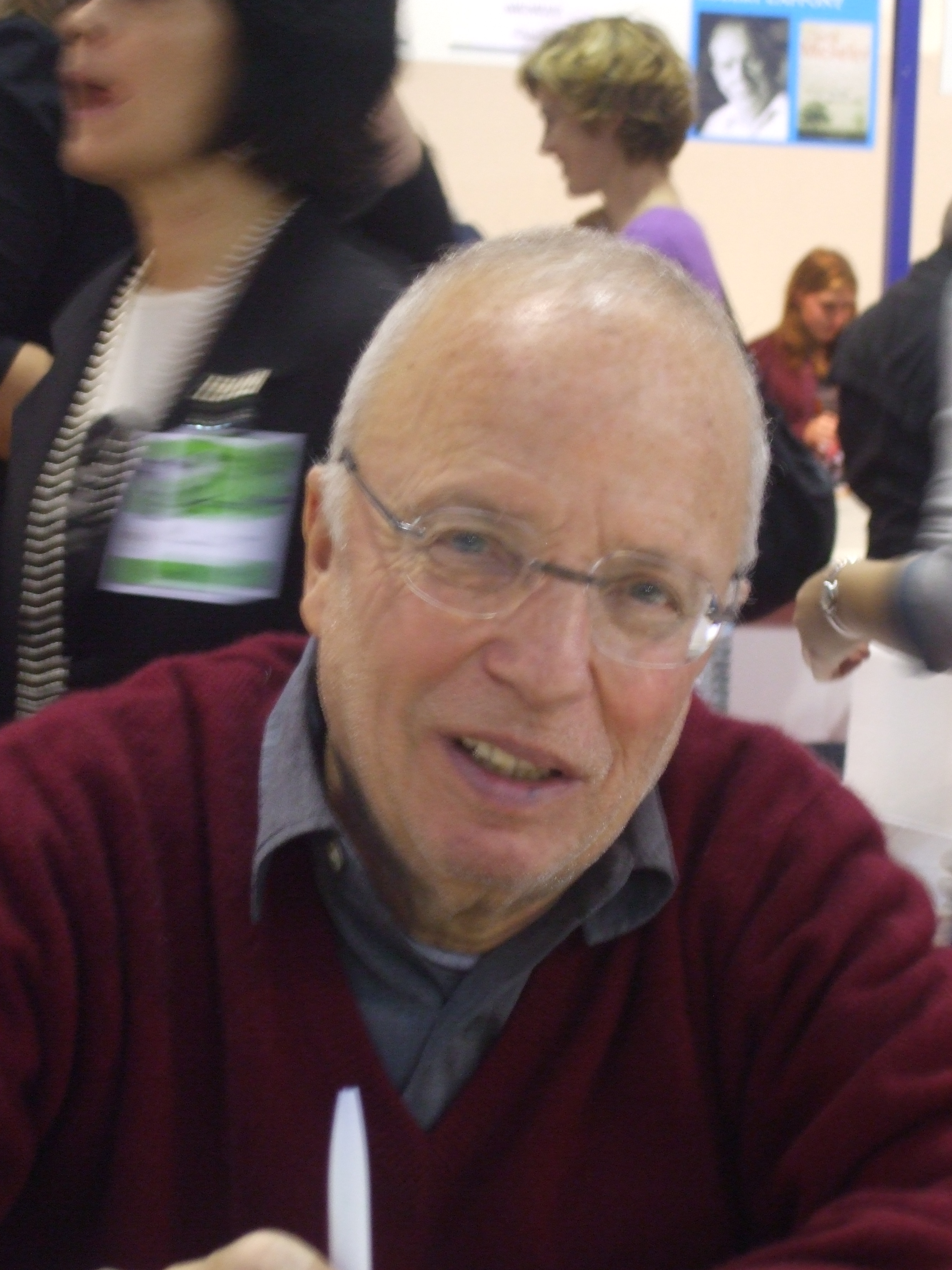
تيري رولان

تيري رولان (بالفرنسية: Thierry Roland)‏ (4 أغسطس 1937 - 16 يونيو 2012)، صحفي رياضي ومعلق شهير على مباريات كرة القدم في فرنسا على قنوات (انتان 2) و (تي اف 1) و (ام6). علق على 7 كوؤس عالم و 7 كؤوس الاورو وأكثر من 1300 مباراة كرة القدم.
وكان يعلق على المباريات في قناتي (ام 6) و (دوبلوفي 9) وهما قناتين لنفس المجموعة.

## عائلته وشبابه
من اب فرنسي وام روسية من سانت بطرسبورغ في شبابه تيري رولان كان يمارس بعض المرات كرة القدم وكان مولع بنادي راسينغ باريس. توفي 16 يونيو 2012.